# Magnus Andersson (pallamanista)
Per Magnus Andersson (Linköping, 17 maggio 1966) è un ex pallamanista e allenatore di pallamano svedese, allenatore del Porto.

## Palmarès

### Olimpiadi
- 3 medaglie:
  - 3 argenti (Barcellona 1992; Atlanta 1996; Sydney 2000)